# Cidades especiais do Japão
Uma cidade especial (特例市, Tokureishi) do Japão é uma cidade com uma população de pelo menos 200.000, e funções delegadas normalmente realizadas por governos prefeiturais. Essas funções são um sub-conjunto das delegadas a uma cidade principal.
Esta categoria foi estabelecida pela Lei de Autonomia Local, artigo 252, parágrafo 26. São designadas pelo Gabinete após um pedido do conselho da cidade e da assembléia de prefeitural.
As cidades especiais não são as mesmas que as Wards especiais de Tóquio.

## Lista das cidades especiais
Em fevereiro de 2017, 36 cidades foram designadas cidades especiais:
| Nome       | Japonês  | População (2012) | Data da designação | Região  | Prefeitura |
| ---------- | -------- | ---------------- | ------------------ | ------- | ---------- |
| Akashi     | 明石市   | 290,927          | 01-04-2002         | Kansai  | Hyōgo      |
| Atsugi     | 厚木市   | 224,181          | 01-04-2002         | Kantō   | Kanagawa   |
| Chigasaki  | 茅ヶ崎市 | 236,222          | 01-04-2003         | Kantō   | Kanagawa   |
| Fuji       | 富士市   | 253,455          | 01-04-2001         | Chūbu   | Shizuoka   |
| Fukui      | 福井市   | 266,612          | 01-04-2000         | Chūbu   | Fukui      |
| Hiratsuka  | 平塚市   | 260,061          | 01-04-2001         | Kantō   | Kanagawa   |
| Ibaraki    | 茨木市   | 276,474          | 01-04-2001         | Kansai  | Osaka      |
| Ichinomiya | 一宮市   | 378,996          | 01-04-2001         | Chūbu   | Aichi      |
| Isesaki    | 伊勢崎市 | 207,253          | 01-04-2007         | Kantō   | Gunma      |
| Jōetsu     | 上越市   | 202,366          | 01-04-2007         | Chūbu   | Niigata    |
| Kakogawa   | 加古川市 | 268,175          | 01-04-2002         | Kansai  | Hyōgo      |
| Kasugai    | 春日井市 | 306,573          | 01-04-2002         | Chūbu   | Aichi      |
| Kasukabe   | 春日部市 | 236,976          | 01-04-2008         | Kantō   | Saitama    |
| Kawaguchi  | 川口市   | 561,788          | 01-04-2001         | Kantō   | Saitama    |
| Kishiwada  | 岸和田市 | 198,615          | 01-04-2002         | Kansai  | Osaka      |
| Kōfu       | 甲府市   | 197,318          | 01-04-2000         | Chūbu   | Yamanashi  |
| Kumagaya   | 熊谷市   | 201,814          | 01-04-2009         | Kantō   | Saitama    |
| Matsue     | 松江市   | 208,160          | 01-04-2012         | Chūgoku | Shimane    |
| Matsumoto  | 松本市   | 243,431          | 01-04-2000         | Chūbu   | Nagano     |
| Mito       | 水戸市   | 269,162          | 01-04-2001         | Kantō   | Ibaraki    |
| Nagaoka    | 長岡市   | 281,101          | 01-04-2007         | Chūbu   | Niigata    |
| Neyagawa   | 寝屋川市 | 238,819          | 01-04-2001         | Kansai  | Osaka      |
| Numazu     | 沼津市   | 199,883          | 01-04-2000         | Chūbu   | Shizuoka   |
| Odawara    | 小田原市 | 197,413          | 01-04-2000         | Kantō   | Kanagawa   |
| Ōta        | 太田市   | 217,107          | 01-04-2007         | Kantō   | Gunma      |
| Saga       | 佐賀市   | 237,501          | 01-04-2014         | Kyushu  | Saga       |
| Sōka       | 草加市   | 244,851          | 01-04-2004         | Kantō   | Saitama    |
| Suita      | 吹田市   | 357,917          | 01-04-2001         | Kansai  | Osaka      |
| Takarazuka | 宝塚市   | 227,617          | 01-04-2003         | Kansai  | Hyōgo      |
| Tokorozawa | 所沢市   | 342,321          | 01-04-2002         | Kantō   | Saitama    |
| Tottori    | 鳥取市   | 196,538          | 01-04-2005         | Chūgoku | Tottori    |
| Tsukuba    | つくば市 | 216,221          | 01-04-2007         | Kantō   | Ibaraki    |
| Yamagata   | 山形市   | 254,519          | 01-04-2001         | Tōhoku  | Yamagata   |
| Yamato     | 大和市   | 230,357          | 01-04-2000         | Kantō   | Kanagawa   |
| Yao        | 八尾市   | 270,735          | 01-04-2001         | Kansai  | Osaka      |
| Yokkaichi  | 四日市市 | 307,599          | 01-04-2000         | Kansai  | Mie        |

## Ex-cidades especiais agora núcleo ou cidades designadas
| Nome        | Japonês  | Data de designação | Data de reclassificação                          | Região   | Prefeitura |
| ----------- | -------- | ------------------ | ------------------------------------------------ | -------- | ---------- |
| Hakodate    | 函館市   | 01-11-2000         | 01-10-2005 (cidade principal, núcleo ou central) | Hokkaido | Hokkaido   |
| Shimizu     | 清水市   | 01-04-2001         | 01-04-2003 (fundiu em Shizuoka)                  | Chūbu    | Shizuoka   |
| Shimonoseki | 下関市   | 01-04-2002         | 12-02-2005 (cidade principal, núcleo ou central) | Chūgoku  | Yamaguchi  |
| Morioka     | 盛岡市   | 01-11-2000         | 01-04-2008 (cidade principal, núcleo ou central) | Tōhoku   | Iwate      |
| Kurume      | 久留米市 | 01-04-2001         | 01-04-2008 (cidade principal, núcleo ou central) | Kyushu   | Fukuoka    |
| Maebashi    | 前橋市   | 01-04-2001         | 01-04-2009 (cidade principal, núcleo ou central) | Kantō    | Gunma      |
| Ōtsu        | 大津市   | 01-04-2001         | 01-04-2009 (cidade principal, núcleo ou central) | Kansai   | Shiga      |
| Amagasaki   | 尼崎市   | 01-04-2001         | 01-04-2009 (cidade principal, núcleo ou central) | Kansai   | Hyōgo      |
| Takasaki    | 高崎市   | 01-04-2001         | 01-04-2011 (cidade principal, núcleo ou central) | Kantō    | Gunma      |
| Toyonaka    | 豊中市   | 01-04-2001         | 01-04-2012 (cidade principal, núcleo ou central) | Kansai   | Osaka      |
| Hirakata    | 枚方市   | 2001-04-01         | 2014-04-01 (cidade principal, núcleo ou central) | Kansai   | Osaka      |
| Koshigaya   | 越谷市   | 01-04-2003         | 01-04-2015 (cidade principal, núcleo ou central) | Kantō    | Saitama    |
| Kure        | 呉市     | 01-04-2000         | 01-04-2016 (cidade principal, núcleo ou central) | Chūgoku  | Hiroshima  |
| Sasebo      | 佐世保市 | 01-04-2001         | 01-04-2016 (cidade principal, núcleo ou central) | Kyushu   | Nagasaki   |
| Hachinohe   | 八戸市   | 01-04-2001         | 01-01-2017 (cidade principal, núcleo ou central) | Tōhoku   | Aomori     |

## Cidades que atendem aos requisitos, mas ainda não foram designadas
As seguintes cidades têm a população de mais de 200 mil pessoas, mas ainda não foram designadas (Programado para se tornar uma cidade especial não está nesta lista)
| - Fukushima, Fukushima - Ageo, Saitama - Ichihara, Chiba - Chōfu, Tóquio | - Fuchū, Tóquio - Tsu, Mie - Tokushima, Tokushima |